# Hraběcí pivovar (Jilemnice)
Bývalý hraběcí pivovar je komplex budov v Jilemnici, tvořený čp. 1 (stará budova, uzavírající areál zámeckého parku) a čp. 70 (na druhé straně bezejmenné ulice). Protože provoz pivovaru byl ukončen v 50. letech 20. století, budovy již slouží jiným účelům.

## Historie
První historicky doložená zmínka o výrobě piva v Jilemnici pochází z roku 1584, areál budov byl pak postaven v letech 1716–1739. Do podoby dvora zasáhl velký požár v Jilemnici 1788, který zničil podstatnou část zámeckého areálu včetně střechy pivovaru. V roce 1749 je v soupisu majorátních statků Žďár, Branná a Jilemnice zmíněn pivovar s měděnou pánví, pivním a chladicím štokem, pivním i vinným sklepem, půdou pro sklad, prostorem pro chmel a se starou i novou bednárnou. Tehdejší pivovar se nacházel v dnešním čp. 1, kdy pro provoz pivovaru sloužilo levé boční křídlo budovy (dnes označované jako severní trakt/křídlo), zatímco přední část budovy směrem ke Kostelnímu náměstí obsahovala kanceláře a byty pro hraběcí úředníky. V roce 1838 při velkém požáru pivovar opět vyhořel a byl obnoven. Během rekonstrukce roku 1885 byl ležatý barokní hvozd přestavěn na stojatý dle plánů firmy Novák a Jahn z Prahy-Buben.

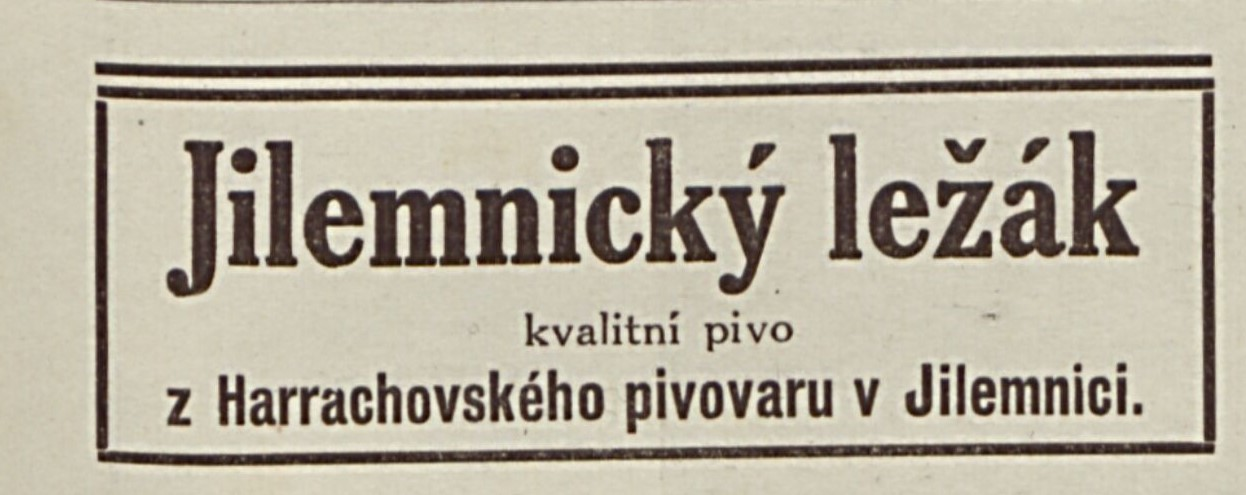
Reklama na pivo z hraběcího pivovaru z roku 1934

V polovině 90. let XIX. století rozhodl majitel pivovaru, hrabě Harrach, o výrazné modernizaci pivovaru a jeho přeměně na průmyslový (strojní) pivovar. Roku 1897 tak byl vedle starého pivovaru postaven rozsáhlý areál nové parostrojní varny. Oba objekty pak spojil výrazný celoopláštěný můstek (nesprávně označovaný jako prampouch), klenoucí se nad novou ulicí ve zhruba osmimetrové výšce. Téměř veškerý provoz se přesunul do nových prostor, stará budova pak zřejmě sloužila pouze jako zázemí a sklad surovin i hotového piva. Strojní modernizace pivovaru výrazně prospěla, před první světovou válkou se v něm vařilo kolem 15 tisíc hektolitrů piva ročně a pivovar byl dokonce řazen mezi podniky střední velikosti, v době největšího rozmachu se zde stáčel světlý ležák, tmavý ležák i výčepní „desítka“. Po válce výroba poklesla na 2000 hektolitrů a i přes následný vzestup předválečné úrovně již nedosáhla. Význam pivovaru postupně slábl, po druhé světové válce se zde stáčelo už jen desetistupňové pivo a poslední dávka zde byla uvařena počátkem roku 1950.
Ministerstvo zemědělství ČSR, coby zřizovatel n.p. Severočeské pivovary, pak celý objekt pivovaru s úřednickým domem (prádelnu se zahradou, parkem a pastvinou v celkové výměře 6713 ha) převedlo do vlastnictví MNV Jilemnice za stanovenou cenu 257 000 Kčs. Po demontáži dožilé pivovarské technologie byla budova parostrojního pivovaru (podobně jako v Semilech) v čp. 70 pronajata k využívání národnímu podniku Ovoce-Zelenina, jehož odštěpný závod Hradec Králové zde v 60. letech zřídil největší závod semilského okresu pro skladování, třídění a distribuci evropských i tropických plodů. Vyžádané stavební úpravy však výrazně znehodnotily původní architektonický ráz průmyslové secese, ve dvoře přibyla řada dosud (rok 2020) neomítnutých přístavků a přístaveb, na východní fasádě byla poslední část štukové výzdoby nahrazena brizolitem v roce 1989. Historická budova původního pivovaru v čp. 1 pak sice byla adaptována jako sklady potravin, ale tyto stavební úpravy byly minimální, fakticky šlo jen o vestavbu řetězového nákladního výtahu a nakládací rampy uprostřed západního průčelí. Skladovacím účelům potravin (n.p. Ovoce-Zelenina v suterénu a I. patře, spotřební družstvo Jednota v přízemí) pak budova sloužila až do počátku 90. let 20. století, kdy uvedené společnosti výrazně omezily provoz a ztratily zájem o další nájem budovy, vlastněné městem. Následující řadu let pak budova stála bez řádného využití.

## Současnost
V současnosti (2020) areál pivovaru tvoří dva stavební celky ve vlastnictví dvou majitelů. Funkčně lze areál rozdělit přibližně následujícím způsobem:
- Jižní křídlo starého pivovaru (symetrické křídlo s průjezdem) je ve vlastnictví státu a právo hospodařit s ním má Správa Krkonošského národního parku. Po rekonstrukci v první polovině 90. let sem byla roku 1994 přemístěna Městská knihovna Jaroslava Havlíčka[7] (z budovy spořitelny), zbytek budovy sloužil bytovým a kancelářským účelům.
- Severní křídlo starého pivovaru (hospodářská část) je ve vlastnictví města Jilemnice. Od počátku 90. let, kdy ji opustili nájemci z potravinářství, tato budova fakticky neměla jasného využití a i přes dílčí záchranné práce stále rychleji chátrala. Skutečnou záchranu tak znamenal až rok 2006, kdy bylo město úspěšné s ambiciózním projektem „Expozice muzea v památkově chráněném objektu čp. 1 – Jilemnice“ a během následujících necelých pěti let proběhla důkladná rekonstrukce celé budovy v hodnotě 42 mil. Kč (z toho 927 198 €, tj. cca 23 milionů korun, činila dotace z tzv. Norských fondů) a ta konečně mohla namísto hospodářských začít plnit společenské účely. Slavnostní otevření zrekonstruované budovy se konalo 30. září 2010 za přítomnosti ministra kultury Jiřího Bessera a norského velvyslance Jense Eikaase.[6] Suterénní sloupová síň, sloužící kdysi pro uskladnění ječmene, se změnila na multifunkční prostor pro pořádání kulturních, vzdělávacích nebo prezentačních akcí[8]. V ostatních podlažích vznikly další společenské a spolkové místnosti, VIP salonek pro speciální společenské události, Tržnice řemesel pro různé místní rukodělné aktivity či Informační centrum mládeže, poskytující bezplatné zázemí pro mimoškolní aktivity žáků a studentů jilemnických škol. Byl sem přemístěn i depozitář pro městské účely. Třetinu zrekonstruované budovy pak obsadila rozšířená expozice lyžování Krkonošského muzea[9].

- Budova parostrojního pivovaru ve vlastnictví města Jilemnice. Tato je využívána především komerčně. Velká část budovy dodnes slouží pro skladování a distribuci ovoce a zeleniny pod firmou Jilemnická obchodní společnost s.r.o., část budovy využívá společnost Uni-Mal Martinec, v jedné z přístaveb se od roku 2013 nachází skatehala nazvaná "SkateHell", spravovaná místní skateboardovou komunitou.[10]

## Vzhled čp. 1
Hlavní jižní průčelí je devítiosé, přičemž střední osou přízemí je hlavní vstup do průjezdu opatřený půlkruhovým barokním pískovcovým portálem a erbem rodu Harrachů. Ostatní osy jsou tvořeny šestidílnými dvoukřídlými okny s kamennými šambránami. Střecha je opatřena na jižní straně třemi trojúhelníkovitými vikýři a několika menšími střešními okny. V průjezdu a na severní straně jižního traktu jsou zazděny ještě další dva menší harrachovské erby. V přízemí jižního traktu pravidelně řazené místnosti, klenuté valeně s lunetami či křížově. V patře jsou ploché stropy. Zadní druhý trakt je novodobý a je členěn obdobně.

## Galerie

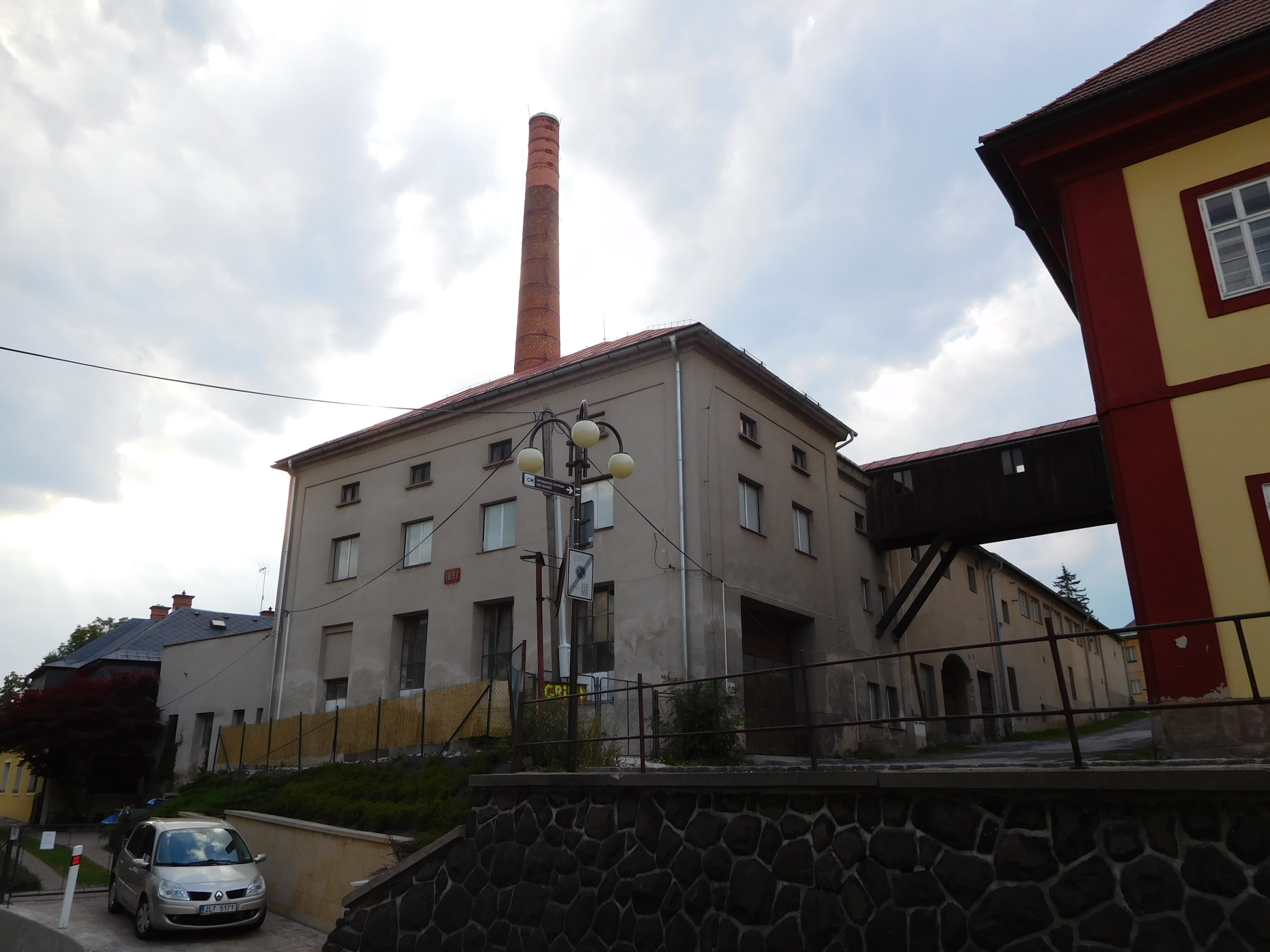
Nová budova pivovaru po necitlivé rekonstrukci ve 20. století
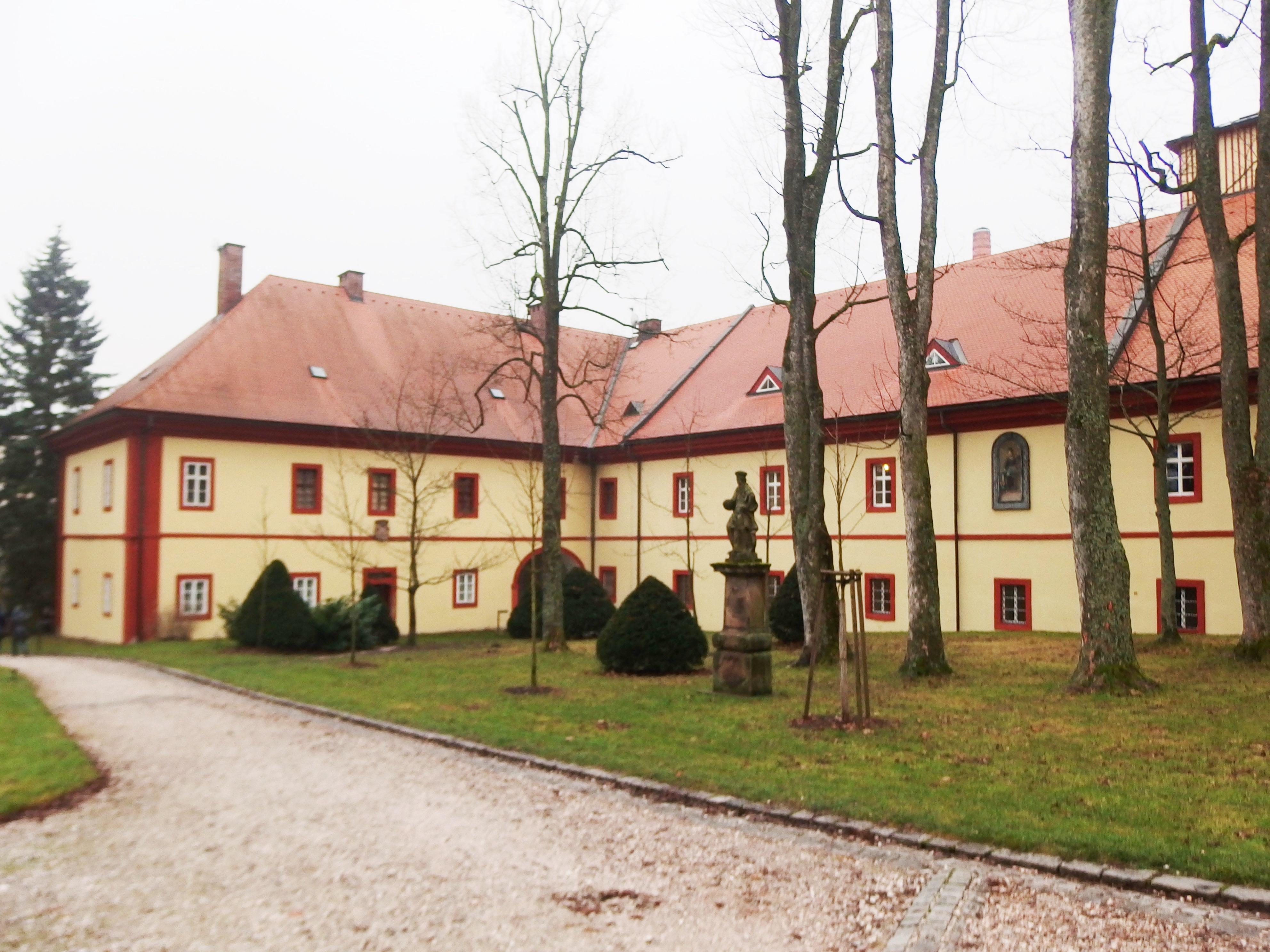
Starý pivovar